# Unna Saivasj
Unna Saivasj är en sjö i Gällivare kommun i Lappland och ingår i Luleälvens huvudavrinningsområde. Sjön har en area på 0,574 kvadratkilometer och ligger 450,9 meter över havet. Unna Saivasj ligger i Sjaunja Natura 2000-område. Sjön avvattnas av vattendraget Puotojåkkå.

## Delavrinningsområde
Unna Saivasj ingår i det delavrinningsområde (746007-167327) som SMHI kallar för Utloppet av Unna Saivasj. Medelhöjden är 453 meter över havet och ytan är 2,32 kvadratkilometer. Räknas de 4 avrinningsområdena uppströms in blir den ackumulerade arean 27,09 kvadratkilometer. Puotojåkkå som avvattnar avrinningsområdet har biflödesordning 3, vilket innebär att vattnet flödar genom totalt 3 vattendrag innan det når havet efter 243 kilometer. Avrinningsområdet består mestadels av skog (32 procent) och sankmarker (44 procent). Avrinningsområdet har 0,57 kvadratkilometer vattenytor vilket ger det en sjöprocent på 24,5 procent.